# Жуян
Жуя́н (кит. упр. 汝阳, пиньинь Rǔyáng) — уезд городского округа Лоян провинции Хэнань (КНР). Название уезда происходит от протекающей по его территории реки Жухэ.

## История
При империи Тан на этих землях был создан уезд Иян (伊阳县), но вскоре был расформирован. При империи Мин уезд Иян был создан вновь.
В 1949 году был образован Специальный район Лоян (洛阳专区), и уезд вошёл в его состав. В 1959 году в связи с тем, что название уезда звучало одинаково с названием расположенного неподалёку уезда Иян (宜阳县), уезд был переименован в Жуян. В 1969 году Специальный район Лоян был переименован в Округ Лоян (洛阳地区). В 1986 году округ Лоян был расформирован, и уезд вошёл в состав городского округа Лоян.

## Административное деление
Уезд делится на 7 посёлков и 6 волостей.